# セント・ジョセフ・インターナショナル・カレッジ
セント・ジョセフ・カレッジ（Saint Joseph College）は、かつて神奈川県横浜市に存在したインターナショナルスクール。
1980年代に、学校名がセント・ジョセフ・カレッジ（Saint Joseph College）からセント・ジョセフ・インターナショナル・スクール（Saint Joseph International School）へ改名された。
明治時代に設立され、2000年（平成12年）に廃校となった。

## 概要

### 開校
江戸時代末期の横浜開港に伴い、山下町・山手周辺に外国人居留地が、関内にはその居留者の業務地が設けられ、これらの地に暮らす外国人子弟の教育施設として、1901年（明治34年）にカトリック教会のマリア会によって、幼稚園から高校までを備えた英語教育主体のインターナショナルスクールとして横浜市山手町に開校された。

### 両大戦
第一次世界大戦後にイギリスやアメリカ、ドイツなどの生徒数が急増し、その後1934年（昭和9年）には、ヤン・ヨセフ・スワガーが設計した講堂兼体育館を増築するなど規模を拡張していく。
その後勃発した第二次世界大戦には1941年12月に日本も参戦し、多くの連合国の生徒が帰国を余儀なくされた。1944年4月には校舎が軍に接収され、箱根の強羅にある「公園ホテル」に疎開した。教師のクサビエ・ベルトランは「ホテルには温泉があった」と述べている。7月には疎開先で卒業式が行われた。

### 規模拡大
第二次世界大戦後には、イギリスやアメリカなどの連合国軍による占領を経てさらに規模を拡大し、1956年（昭和31年）からは外人墓地脇に建つベーリックホールを寄宿舎として使用していた。
その後も高度経済成長期以降の日本経済の成長に伴う在日外国人や帰国子女の増大を背景に児童、生徒数を増やし、隣接する横浜インターナショナルスクールやサンモール・インターナショナルスクールなどとともに、横浜を代表するインターナショナルスクールとして市民に親しまれた。

### 経営悪化
しかし、1980年代中盤以降、横浜に在住する外国人駐在員などが減少し、代わりに日本人や韓国人、中国人などを中心とする東洋系の生徒が増えたものの、学費がインターナショナルスクールとしては比較的安めであったにもかかわらず、交通の便がいい東京都内のインターナショナルスクールなどに生徒を取られ生徒数が減少した。更に文部省からの各種学校向け補助金条件が厳しくなったことなどにより先行きが危ぶまれた。
さらに、1990年代初頭における同校の経営不振と、1980年代後半のバブル景気期における英国暁星国際学園の開校などの様々な投資と事業の失策などによる、東京カテドラル教会の投資資金の回収が、セント・ジョセフ・インターナショナル・カレッジの廃校とそれに伴う土地売却によって処理されることになった。

### 廃校
これを受けて、林会長を含む多くの卒業生一同、在校生とその保護者から猛烈な反対運動が展開されたにもかかわらず、1995年（平成7年）に廃校することが決定され、全ての在校生が卒業した2000年（平成12年）6月をもって100年の歴史に終止符を打ち廃校となった。

### その後
廃校翌年の2001年（平成13年）にベーリックホールを除く全ての校舎は解体され、跡地は大手不動産会社が購入し大規模マンションを建設することになったが、周辺住民らはこれに反発し「横浜山手の歴史と文化を守る会」を結成し、反対運動を展開した。
その後市民や観光客から3万人以上の反対署名を得て市に提出したものの、その後申し出は却下され、現在跡地は大手不動産会社や住友商事などが共同開発、分譲した大規模マンション「コルティーレ山手町」となっている。

## 著名な出身者
- 江川宇礼雄（俳優・映画監督）
- E・H・エリック（タレント、司会者）
- 岡田眞澄（俳優・タレント）
- ウイリー沖山（ヨーデラー）
- ミッキー安川（タレント）
- 恩田フランシス英樹（実業家、レーシングドライバー）
- 吉田仁志（元日本ヒューレットパッカード・元日本マイクロソフト社長）
- フィリップ・ダキノ
- イサム・ノグチ（彫刻家）
- アイザック・シャピロ（弁護士、イサム・ノグチ財団法人理事長）
- ジョニー野村
- J・B・ハリス
  - ロバート・ハリス
- 竹内弘高（経営学者、一橋大学名誉教授、ハーバード大学教授、国際基督教大学理事長）
- チャールズ・ペダーセン（科学者、ノーベル化学賞受賞）
- ポール・ブルーム
- 三船美佳（女優・タレント）
- 初代柳家三語楼（落語家）
- ジョー・リノイエ（作曲家）
- Addams X / アダムス エックス (芸術家・作詞作曲家)

## フィクションで使用された作品
- 『セーラー服通り』 - 1986年（昭和61年）にTBSで放送されたドラマ。ロケに冬休み中の校舎が使用された。
- 『1999年の夏休み』 - 1988年公開の映画。ベーリック・ホールが使われている。
- 『じゃじゃ馬ならし』 - 1993年にフジテレビで放送されたドラマ。